# 孵溪蟾
孵溪蟾（Rheobatrachus vitellinus），又名北部胃育蛙或北胃孵蛙，是澳洲昆士蘭特有及已滅絕的其中一種胃育蛙。

## 分佈
孵溪蟾是於1984年被發現及描述。牠們只分佈在昆士蘭中東部伊加拉國家公園，面積只有500平方公里，生活在介乎海拔400-1000米的地方。在發現牠們的一年後，就已經不能再見到牠們，並被認為已經滅絕。

## 描述
孵溪蟾較其近親的胃育溪蟾大。雄蛙可長達50-53毫米，雌蛙則長66-79毫米。牠們的色澤較深，呈淡褐色，皮膚疙瘩不平，有黏膜覆蓋。牠們的腹部及腳下有黃色的斑點，腹部呈白色或灰色。鼓膜隱藏，瞳孔呈深褐色。體型很像胃肓溪蟾。

## 生態及行為
孵溪蟾只曾發現在未開發的雨林出現。牠們像胃育溪蟾般也是較多時間水中生活的。牠們多出沒在河流或瀑布淺水區域。這些地方的水清涼，牠們會躲在河流的石間。
雄蛙會在夏天的水邊呼叫，叫聲包含幾個斷音。叫聲像胃育溪蟾般喋喋的叫，但較為低音，時間較短及重覆次數較少。
孵溪蟾會吃淡水龍蝦、毛翅目幼蟲、陸上及水中的甲蟲，甚至應格寬指蟾。

## 繁殖
孵溪蟾最特別的地方是牠們照顧幼蛙的方式。在體外受精後，雌蛙會將蛙卵嚥下。但卵是產在陸地上或是在水中則不明。
卵的直徑長達5.1毫米，有很大的卵黃。大部份母蛙每次產約40個卵，但在胃中出生的幼蛙卻只有21-26隻。這可能是母蛙未能將全部卵嚥下，或是最初嚥下的卵已被消化。
當母蛙嚥下卵的時候，牠們的胃與其他的蛙類沒有分別。包圍卵的膠狀物稱為前列腺素E2（PGE2），這種物質可以令胃部暫停分泌鹽酸，時間足以讓卵的胚胎發育。當卵孵化後，蝌蚪的腮分泌的黏液也含有PGE2。當胚胎或幼蛙等在體內時，母蛙是不會進食的。
孵溪蟾蝌蚪在出生初期缺乏色素，但當漸長時牠們逐漸發展出成蛙的顏色。蝌蚪最少約需6星期來發育，這段時間母蛙的胃會不斷膨脹至體腔可以容納的大小。母蛙的肺部會縮小，呼吸主要是靠皮膚上的氣體交換進行。除了體型增大了外，母蛙會維持不動。
幼蛙出生需要大量空間，且可能需時1星期。不過，如母蛙受到騷擾，牠會將所有幼蛙吐出。幼蛙被吐出時就已經完全發育，在色澤及體長上只有很小不同。

## 滅絕原因
孵溪蟾滅絕的原因不明，但失去棲息地、污染、病原體、寄生蟲及過份捕獵都可能導致其數量大大減少。人類活動對牠們生態的影響也是不明，壺菌病相信是其中一種影響最深的原因。

## 外部連結
- Frogs Australia Network